# Thoury-Férottes
Thoury-Férottes è un comune francese di 653 abitanti situato nel dipartimento di Senna e Marna nella regione dell'Île-de-France.

## Società

### Evoluzione demografica
Abitanti censiti